# Paulina Popoiu
Paulina Popoiu (n. 5 februarie 1955, Roșiorii de Vede) este actualul director general al Muzeului Național al Satului „Dimitrie Gusti”.

## Studii și educație
Paulina Popoiu s-a născut pe 5 februarie 1955 la Roșiorii de Vede, județul Teleorman. A urmat studiile gimnaziale și liceale la București și tot în capitală a absolvit Institutul de Arte Plastice „Nicolae Grigorescu”, actuala Universitate Națională de Arte din București, Facultatea de Istoria și Teoria Artei Muzeologie, promoția 1981.
Din 1991 are stagiu de formare pentru muzee în aer liber și ecomuzee, Franța. Anul 1992 îi aduce o specializare pe probleme de evidență a patrimoniului cultural, Muzeul de Arte și Tradiții, Paris, Franța, iar 1992 un certificat de traducător /limba franceză în  domeniul Artă plastică. În 1993 primește o bursă de specializare pentru mangement cultural, etnologie urbană și ecomuzee, Liege și Treignes, Belgia. În 2001 urmează cursul Programe și Bugete oferit de Școala de Finanțe Publice în colaborare cu trezoreria Statelor Unite ale Americii, în 2003 cursul Managementul instituțiilor muzeale, Centrul pentru Formare, Educație Permanentă și Management în Domeniul Culturii. În anul 2000 obține doctoratul Magna cum laude, la Universitatea din București. Între 2013 -2015 a fost președintele secțiunii Evidența monumentelor Istorice din cadrul Comisiei Naționale a Monumentelor Istorice, vicepreședinte al CNMI, membru în Biroul CNMI. Între anii 2008-2014 a fost membru al Comisiei Naționale pentru Salvgardarea  Patrimoniului Cultural Imaterial. Din 2012 este evaluator autorizat pentru bunuri culturale mobile etnologice. Din 2002 este conferențiar universitar/Istoria civilizației creștine.

## Funcții

### Director general al Muzeului Național al Satului „Dimitrie Gusti”
Satul românesc nu mai este considerat,  în integralitatea lui, ca zona strictamente  rurală, pentru că foarte multe elemente au fost urbanizate. Pentru sătean, orașul a rămas un miraj, un loc pe care îl caracterizează traiul bun. Astfel, el își dorește să migreze, preferând alternativa orașului, în locul dificultăților agriculturii.
 Acest aspect al sărăciei, care grevează în special în lumea satului, îi face pe țărani să își îndrepte atenția nu doar către oraș, ci și către altă țară.

Din luna mai 2005 este director general al Muzeului Național al Satului:
„În 2005, am venit director general, prin concurs, la Muzeul Satului și m-am gândit că acest loc, care a fost atât de oropsit de comunism, - pentru că multe nu aveam voie atunci să facem - să fie sfințit și purificat... Am sfințit muzeul, în luna octombrie 2005. Vorbisem cu Preafericitul Teoctist, cu directorul Direcției Muzee din Ministerul Culturii și am făcut o slujbă de sfințire în preajma zilei de Sfântul Dimitrie. Nu puteau să fie patroni mai buni ai muzeului decât Sfântul Dimitrie, Izvorâtorul de mir, și Sfântul Dimitrie Basarabov. Am două icoane sfințite de Preafericitul patriarh Teoctist. Atunci am avut senzația că ceva s-a schimbat în muzeu... Când muzeul a împlinit 70 de ani, în 2006, a fost invitat părintele patriarh Teoctist, care a mai sfințit o dată muzeul, bisericile de aici. Așa Sfântul Dimitrie, care-i și patronul Bucureștilor, a devenit și patronul muzeului nostru și Dumnezeu ne ocrotește.”
La concursul pentru ocuparea funcției de director general al Muzeului Național al Satului „Dimitrie Gusti” au participat șase persoane, care s-au clasat, conform punctajului, în felul următor: Paula Popoiu, Iuliana Ciotoiu, Rusalin Ișfănoni, Corneliu Mirescu - toți angajați ai muzuelui -, Narcisa Știucă și Emanuel Apolon Zamfirescu.

Întrebată într-un interviu din 2011 ce înseamnă muzeul pentru ea, aceasta a răspuns:
„Înseamnă întreaga mea viață, pentru că a fost primul meu loc de muncă după facultate, am plecat temporar la Ministerul Culturii, până după incendiul din 2002, când m-am întors de bună voie, pentru că se cerea o colaborare cu fosta directoare, doamna Georgeta Stoica. E un om deosebit, un etnograf de excepție, care va împlini anul acesta 80 de ani. Muzeul 75 și dânsa 80! După aceea mi-a predat ștafeta la muzeu și am preluat-o așa, cu o oarecare strângere de inimă, pentru că urmam în scaun unui om deosebit și pentru că înaintea mea erau oameni care s-au numit Gusti și Focșa. Deci, am avut o sarcină grea pe care sper că mi-am onorat-o. Muzeul Satului înseamnă întreaga mea viață, activitate, legată și de satul românesc și de cercetările de teren.”

În legătură cu problemele cu care se confruntă instituția, ea a declarat:
„Avem și foarte multe probleme. Mi-aș dori să nu mai fim agresați, de multe ori de tot felul de tarabe cu mici, de chioșcuri, de oameni care nu înțeleg importanța acestei instituții și vor să treacă prin ea, pe lângă ea, s-o desființeze, să facem o parcare mare deasupra. Sunt oameni care zic, «Asta este o instituție de stat, nu ne lasă să facem noi o parcare». Poate că vă așteptați să spun că mi-aș dori mai mulți bani. Nu, bani găsim, și găsim și sponsori pentru că ne iubesc băncile. Ne-am dori însă mai mult atașament chiar din partea românilor pentru Muzeul Satului, mai multă înțelegere, pentru că este o instituție care reprezintă țara la cel mai înalt nivel.”

### Alte funcții
Până în 2002 a avut următoarele funcții: muzeograf la Muzeul Satului, consilier la Ministerul Culturii, Direcția Muzeelor și Colecțiilor, expert consultant la  Ministerul Culturii, Centrul de Pregătire și Formare a Personalului din Cultură, secretar științific al Asociației Muzeelor în Aer Liber din România și director Direcția Muzee, Colecții, Arte Vizuale, Ministerul Culturii și Cultelor (cumul de funcții).
A urmat mai multe studii de specializare și postuniversitare, iar din anul 2000 este doctor în istorie. Din 2002 este director cercetare-dezvoltare la Muzeul Național al Satului „Dimitrie Gusti” din București, precum și conferențiar universitar expert bunuri culturale etnografice/obiecte de cult și port popular.În perioada 2000-2002 a fost director al Direcției Muzee, Colecții, Arte Vizuale din Ministerul Culturii.
Între 2004 și 2006 a fost secretar general al Asociației de Științe Etnologice din România.
Din aprilie 2007 este și președintele Asociației Muzeelor în Aer Liber din România. Este membră cu drepturi depline în Asociația Muzeelor în Aer Liber din Europa.
A depus și activitate didactică ca asistent, secretar științific, lector, lector colaborator și conferențiar universitar la diferite universități.

## Lucrări științifice
Dr. Paulina Popoiu este și autoarea a numeroase lucrări de specialitate publicate, iar acest lucru se poate vedea și într-o afirmație a ei:
„N-o să mai vedeți acum urmele acestui incendiu [incendiul de pe 20 februarie 2002 de la Muzeul Național al Satului „Dimitrie Gusti”]. În 2002, împreună cu colectivul de la Muzeul Satului, am publicat o carte, în care am menționat lista sponsorilor care au sărit în ajutorul muzeului. În câteva luni de zile, nu s-au mai cunoscut urmele incendiului.”
Exemple de lucrări științifice publicate: 
1. Monografia așezării Cataloi – județul Tulcea, Revista Monumentelor Istorice, nr. 1-2/1993, 1-2 /1994, pag. 138 –154
2. Tehnici tradiționale de construcție în lemn – repere din neolitic până în Evul Mediu, Symposia Thracologica, nr.7/1989, pag. 435-438
3. L’Architecture de la Dobroudja – zonne danubienne, Ethnos, nr. 4/1994, pag. 108-127
4. NEREJ, un sat din străvechiul ținut al Vrancei, Editura Enciclopedica, Bucuresti, 2007
5. Cercetări ertnografice de salvare la Roșia Montană și Corna, în AMET, Satul tradițional de ieri, de azi și de mâine, 2002, pag. 625-643
6. Costumul românesc de patrimoniu, Editura SC Alcor Edimpmex SRL, București, 2007 (colaborare)
7. Etnologie, Editura Mega, Cluj, 2007,
8. Dobrogea. Memoria pământului (Dobrogea - The Memory of the Land), Editura Mega, Cluj-Napoca, 2008
9. Fundu Moldovei. 80 de ani de la prima campanie monografică. 1928-2008, Editura Cluj–Napoca, 2008; culegere de documente din colecția Muzeului Satului, Seria RESTITUTIO
10. Antropologia Dobrogei (Dobroudja Antropology), Editura Universitaria, Craiova, 2010